# Васильев, Тимофей Алексеевич
Тимофе́й Алексе́евич Васи́льев (1783—1838) — русский живописец-пейзажист, представитель петербургского академизма александровской эпохи, ассоциируемый со школой Фёдора Алексеева. Академик Императорской Академии художеств (с 1807).

## Биография
Родился в Санкт-Петербурге в семье чиновника. C 1788 года находился на содержании в Воспитательном училище при Академии художеств, где получил первоначальное образование. Обучался в Императорской Академии художеств (1788—1803). Ученик Ф. Я. Алексеева. Награждался медалями ИАХ: малая золотая медаль за программу «Юпитер наказует одно селение, кроме Филимона и Бавкиды» (1802); аттестат 1-й степени со шпагой (1803); звание академика ИАХ (1807) за картину «Вид города Селенгинска». Советник Академии Художеств по пейзажной живописи (1815). Инспектор Императорской Академии художеств (1818—1824).
Был отправлен (1804), в качестве рисовальщика, с экспедицией графа Ю. А. Головкина в Китай, провел два года в Сибири и собрал там богатый запас материалов для многочисленных видов этого края, написанных им впоследствии. В музее Академии имеются две картины его в этом роде: «Вид Николаевской пристани при впадении р. Ангары в Байкальское озеро» и «Вид Красноярска».
Во время Отечественной войны 1812 года состоял в ополчении ротным командиром. В дальнейшем продолжал писать городские и сельские пейзажи, в том числе и с видами сибирских земель. Получил звание советника Академии художеств по пейзажной живописи (1815) за картину «Вид на Байкальское озеро».
Умер 13 ноября 1838 года в Петербурге от инсульта. Был на тот момент советником 9-го класса Академии художеств.
Произведения Васильева хранятся в Русском музее и Эрмитаже в Санкт-Петербурге, в Третьяковской галерее в Москве.

## Галерея

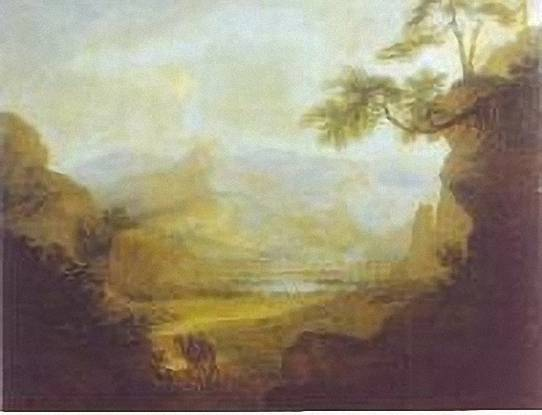
Вид города Селенгинска (1807). ГРМ
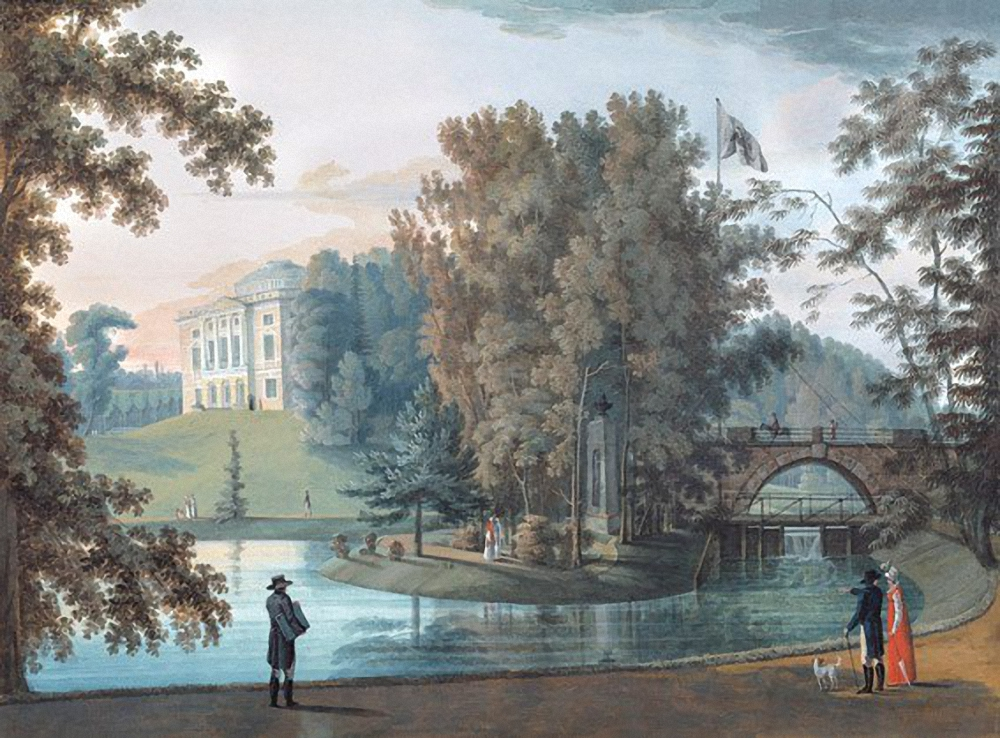
Вид на дворец и Большой Каменный мост
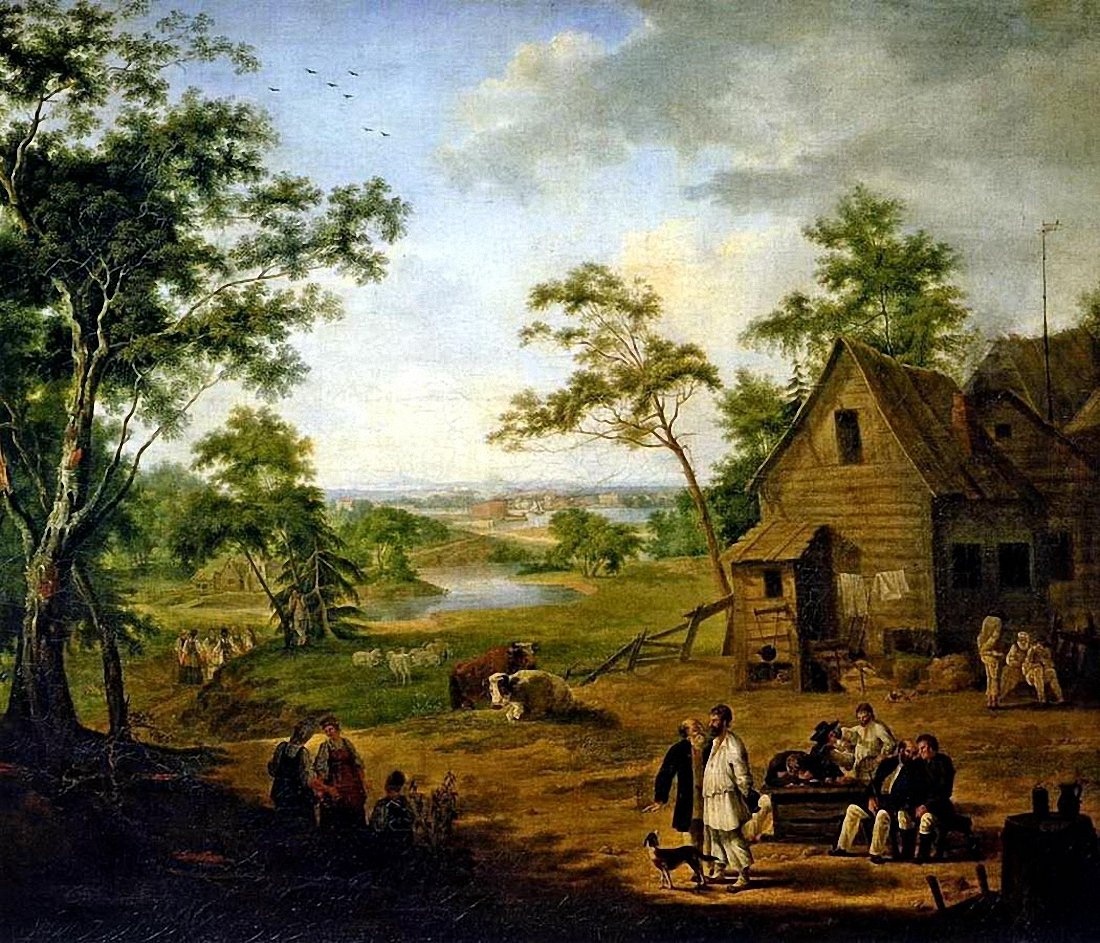
Сельский пейзаж (1800). ГТГ
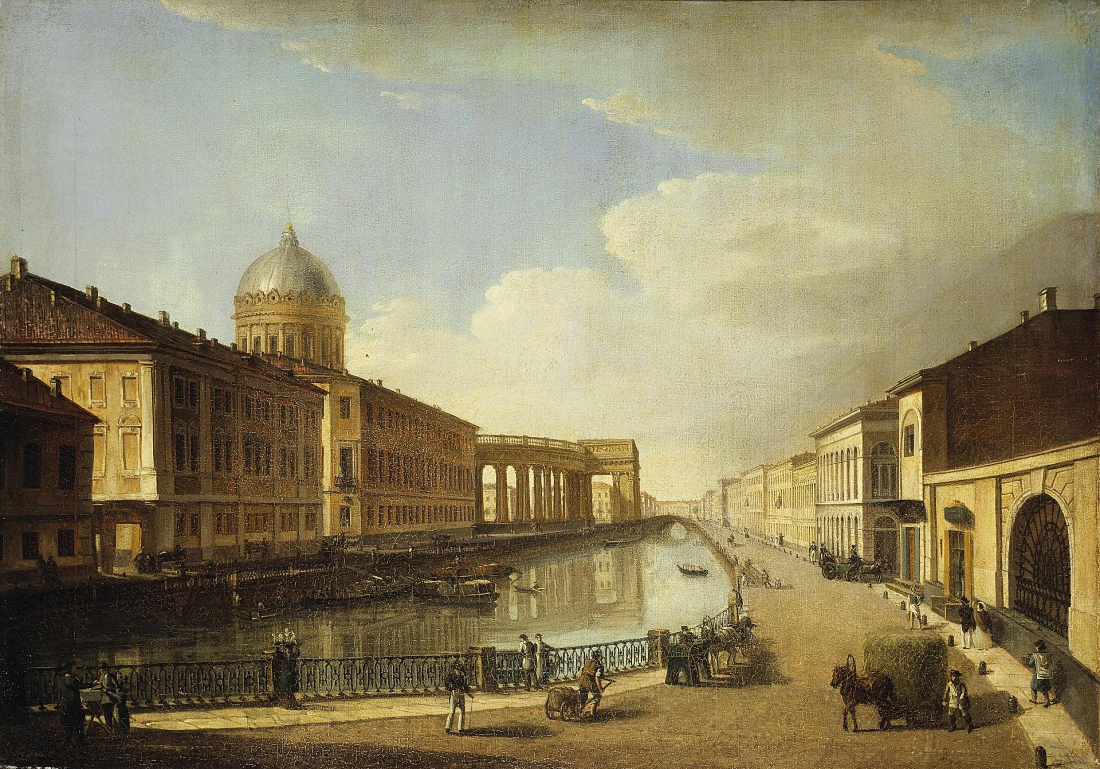
Вид Казанского собора со стороны заднего фасада, от Екатерининского канала (1810). Эрмитаж
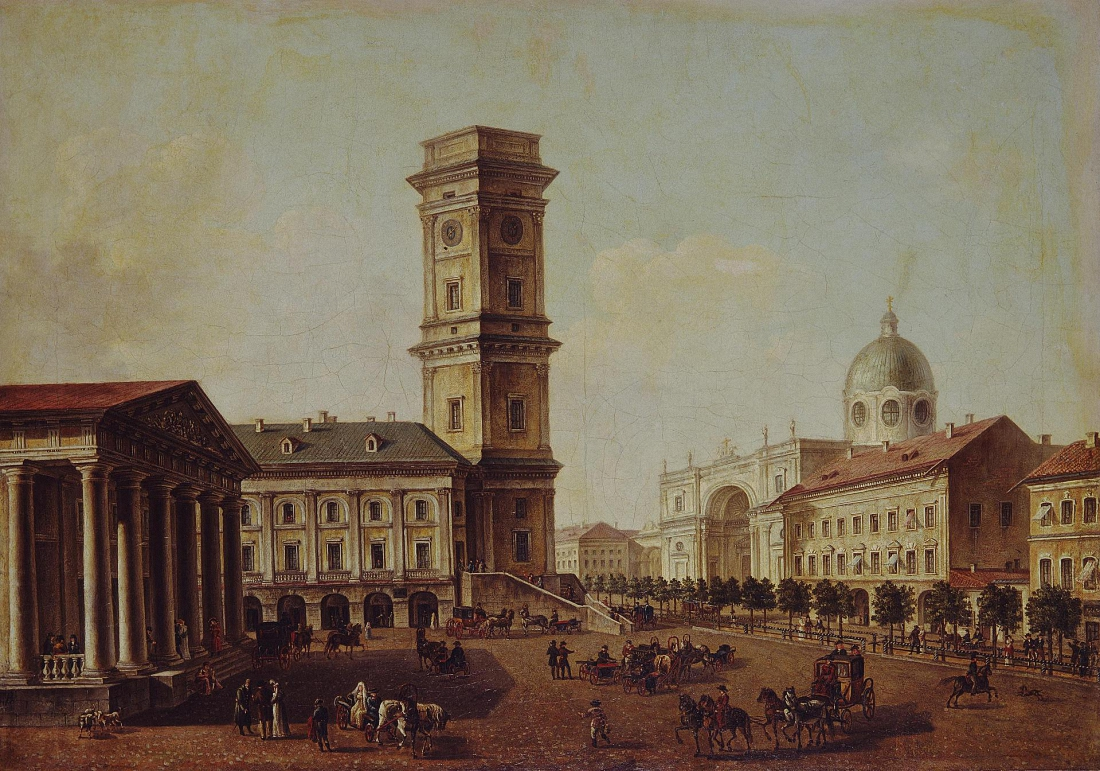
Вид Невского проспекта в Петербурге у здания Городской Думы (1810). Эрмитаж
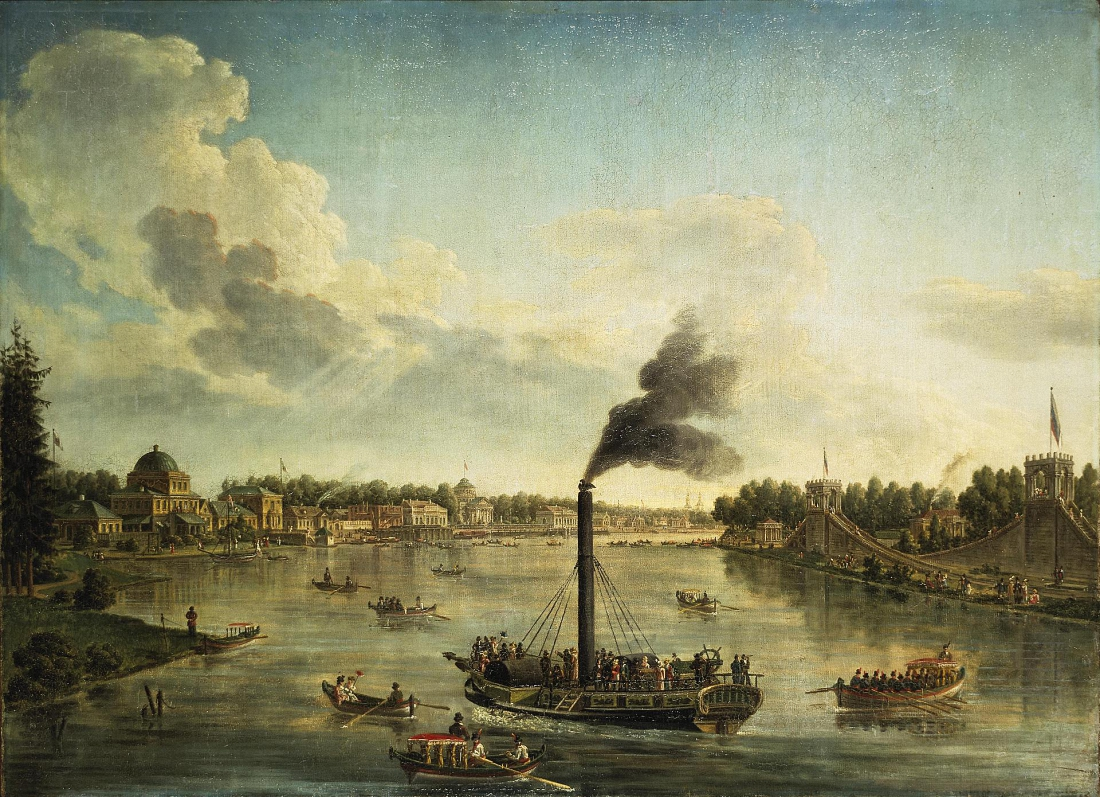
Вид островов в Санкт-Петербурге (1815). Эрмитаж
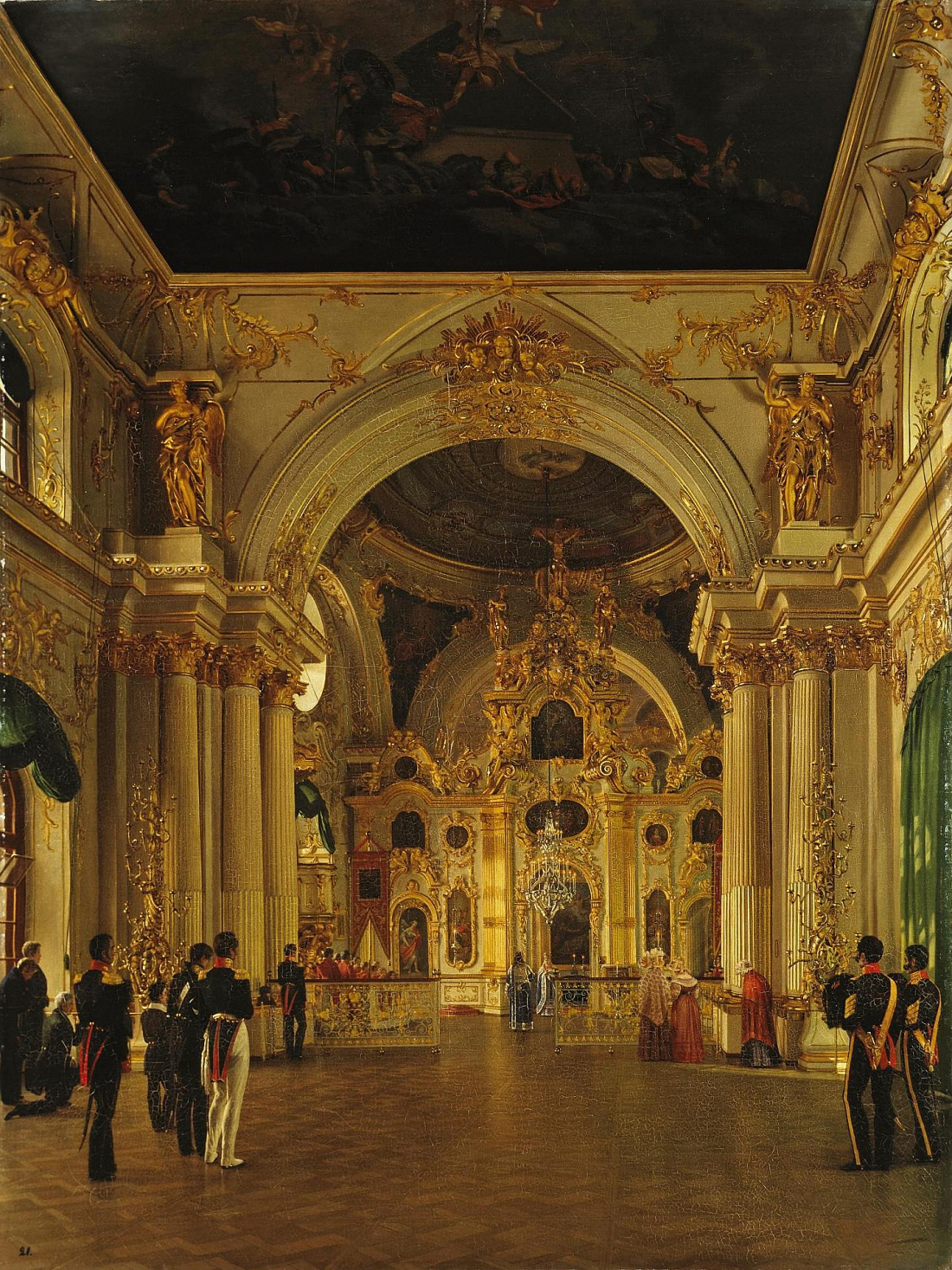
Внутренний вид Большой церкви Зимнего дворца (1820). Эрмитаж
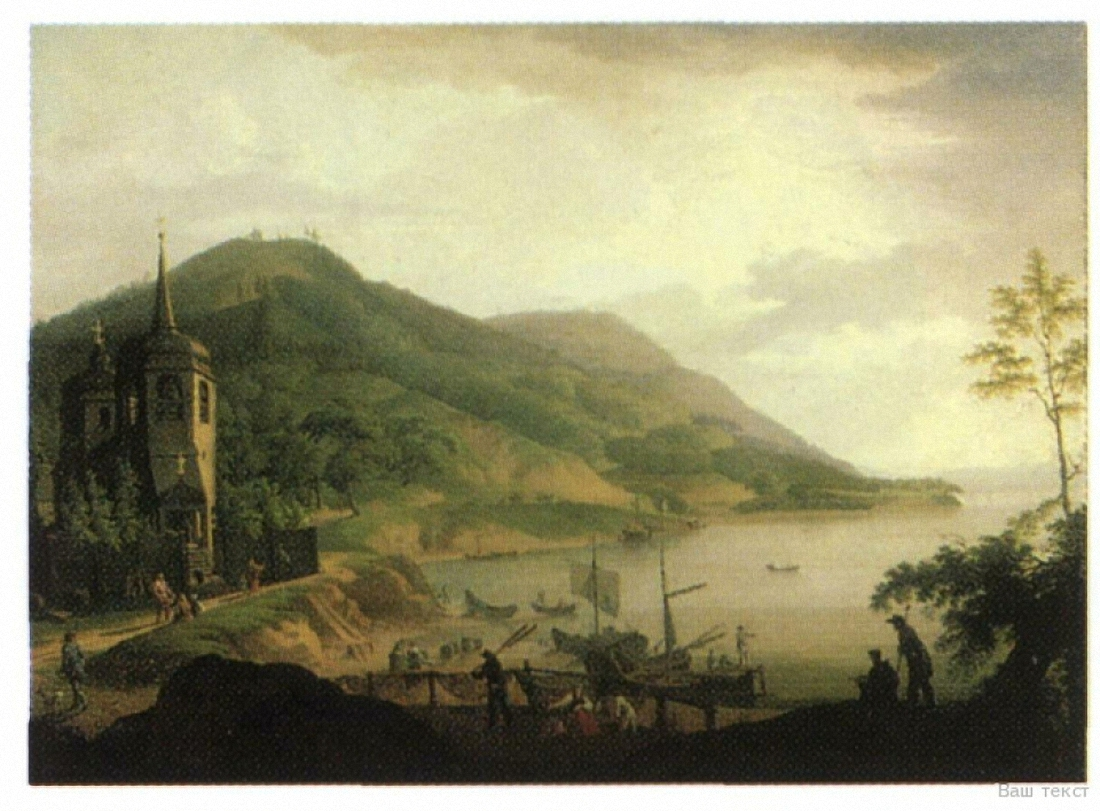
Вид Никольской пристани при впадении реки Ангары в Байкальское озеро (1824). ГРМ